# Peder Gudeson Gjädda
Peder Gudeson Gjädda, född 1648 i Naverstads församling, död 10 augusti 1727 i Vårdnäs församling, Östergötlands län, var en svensk präst.

## Biografi
Peder Gjädda föddes 1648 i Naverstads socken. Han var son till kyrkoherden Gude Pedersson Gjedde i Naverstads församling och Vivika Pålsdotter. Gjädda blev 1672 kyrkoherde i Naverstads församling och 1716 kyrkoherde i Vårdnäs församling med tillträdde 1717. Han avled 1727 i Vårdnäs socken.

### Familj
Gjädda gifte sig 1672 med Elsa Maria Ruda (död 1732), dotter till häradshövdingen Jurgen Ruda. De fick tillsammans barnen kyrkoherden Gude Gjädda (1677–1751) i Naverstads församling, Vivika Gjädda, Vivika Gjädda och Greta Gjädda (död 1753).